# HellRaisers
HellRaisers – ukraińska organizacja e-sportowa, założona w 2014 roku. Składa się z zespołów prowadzących rozgrywki w następujących grach: Counter-Strike: Global Offensive, Hearthstone, Dota 2 oraz World of Tanks. Organizacja zarobiła ok. 1,5 miliona dolarów (stan na 04.01.2020).

## Counter-Strike: Global Offensive
9 marca 2014 roku HellRaisers zostało stworzone przez byłych graczy drużyny Astana Dragons. Dywizja CS:GO jest najpopularniejszą i najbardziej opłacalną sekcją HellRaisers. Organizacja dzięki tej sekcji wzbogaciła się o ok. 800 tysięcy dolarów.

### Obecny skład
Źródło:.
| Kraj    | Nick      | Imię i nazwisko          | Data dołączenia  |
| ------- | --------- | ------------------------ | ---------------- |
| Ukraina | ANGE1     | Kirill Karasiow          | 7 marca 2014     |
| Ukraina | crush     | Igor Shevchenko          | 20 września 2019 |
| Ukraina | scoobyxie | Alexander Marinych       | 20 września 2019 |
| Litwa   | nukkye    | Žygimantas Chmieliauskas | 15 kwietnia 2019 |
| Łotwa   | Flarich   | Vadim Karetin            | 20 września 2019 |

### Osiągnięcia
Źródło:.
- 5/8. miejsce – ESL Major Series One Katowice 2014
- 3/4. miejsce – DreamHack Summer 2014
- 3. miejsce – DreamHack Valencia 2014
- 3. miejsce – StarLadder StarSeries X
- 5/8. miejsce – DreamHack Winter 2014
- 2. miejsce – FACEIT G2A.com I Europe
- 3. miejsce – Assembly Winter 2015
- 4. miejsce – Fragbite Masters Season 4
- 1. miejsce – Acer Predator Masters Season 1
- 3. miejsce – CS:GO Champions League Season 1
- 2. miejsce – CS:GO Champions League Season 2
- 1. miejsce – Europe Minor Championship – Columbus 2016
- 1. miejsce – Copenhagen Games 2016
- 1. miejsce – ESEA Season 21: Premier Division – Europe Finals
- 3/4. miejsce – CEVO Pro League Season 9
- 2. miejsce – DreamHack European Minor at Tours 2016
- 2. miejsce – Europe Minor Championship – Atlanta 2017
- 3/4. miejsce – StarLadder i-League StarSeries Season 3
- 2. miejsce – DreamHack Open Tours 2017
- 3/4. miejsce – Adrenaline Cyber League 2017
- 3/4. miejsce – DreamHack Open Atlanta 2017
- 3. miejsce – StarLadder i-League Invitational #2
- 1. miejsce – FCDB Cup 2017
- 3/4. miejsce – V4 Future Sports Festival – Budapest 2018
- 1. miejsce – Bets.net Masters: Season 1
- 2. miejsce – DreamHack Open Tours 2018
- 2. miejsce – Moche XL Esports 2018
- 1. miejsce – CIS Minor Championship – London 2018
- 5/8. miejsce – FACEIT Major: London 2018
- 4. miejsce – SuperNova Malta 2018
- 2. miejsce – WePlay! Forge of Masters Season 1
- 2. miejsce – DreamHack Delhi Invitational 2019

## Dota 2
Sekcja Dota 2 organizacji została założona 29 sierpnia 2014 roku. 30 października tego samego roku HellRaisers przejęło skład Kompas Gaming. Dzięki dywizji w Dota 2, organizacja zarobiła ok. 280 tysięcy dolarów.

### Obecny skład
Źródło:.
| Kraj  | Nick      | Imię i nazwisko   | Data dołączenia   |
| ----- | --------- | ----------------- | ----------------- |
| Rosja | Elmo      | Nikita Lomanov    | 21 listopada 2019 |
| Rosja | Nix       | Alexander Levin   | 24 września 2019  |
| Rosja | bowbowbow | Pavel Mostakov    | 21 listopada 2019 |
| Rosja | sayuw     | Oleg Kalenbet     | 21 listopada 2019 |
| Rosja | Miposhka  | Yaroslav Naidenov | 24 września 2019  |

### Osiągnięcia
Źródło:.
- 5/6. miejsce – Game Show League Season 1
- 4. miejsce – Excellent Moscow Cup 2
- 1. miejsce – Esportal Dota 2 League Open Tournament 1
- 2. miejsce – Yard Red Festival
- 1. miejsce – GIGABYTE Challenge #11
- 1. miejsce – joinDOTA Masters XIV
- 2. miejsce – Battle of Central Europe Season 3
- 7/8. miejsce – StarLadder StarSeries Season 11
- 9/12. miejsce – Dota 2 Asia Championships 2015
- 1. miejsce – joinDOTA Masters XVI
- 4. miejsce – Red Bull Battle Grounds: Dota 2
- 5/8. miejsce – Dota Pit League Season 3
- 5/8. miejsce – Esportal Dota 2 League
- 2. miejsce – D2CL Christmas Charity Magic
- 17/18. miejsce – The International 2017
- 1. miejsce – World Cyber Arena 2017 Europe Finals
- 3/4. miejsce – WePlay! Reshuffle Madness 2019
- 3. miejsce – DOTA Summit 11
- 2. miejsce – Parimatch League Season 1